# Швейцарські найманці

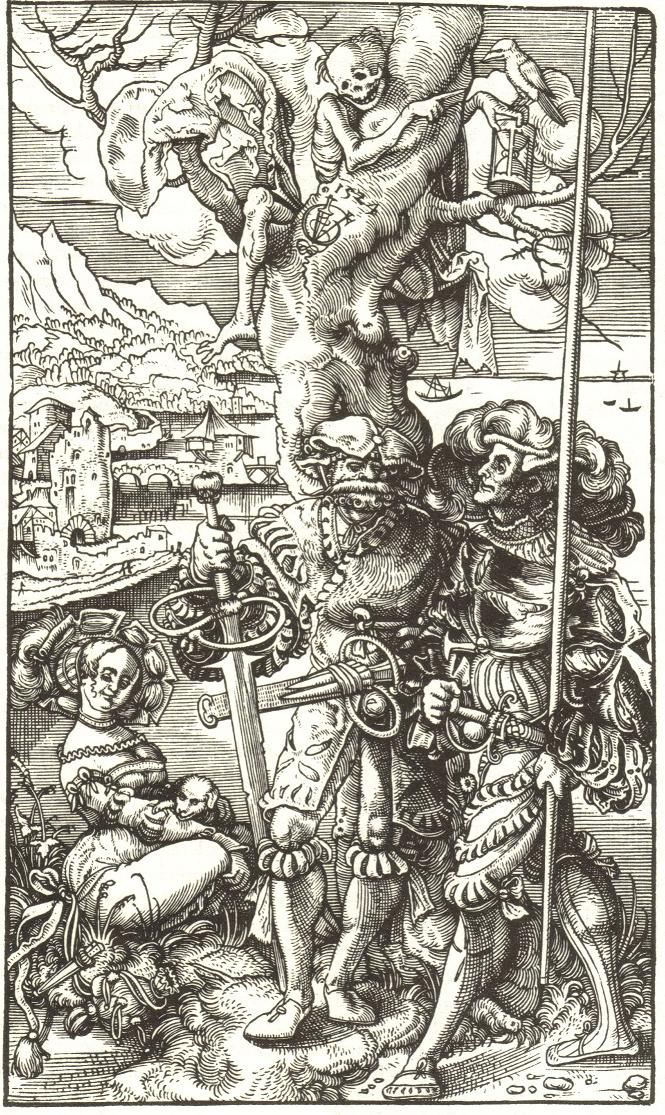
Швейцарські найманці, повія і смерть (1524)

Швейца́рські на́йманці (нім. Reisläufer) — у XV — XIX ст. професійні солдати-піхотинці зі Швейцарської Конфедерації, які наймалися до правителів і монархів різних європейських країн. Поштовхом до найманства стали Італійські війни XV — XVI ст. Частина швейцарських найманців складали особисті гвардії правителів: серед найвідоміших — швейцарська гвардія королів Франції та Папська швейцарська гвардія.